# 히다카나야마역
히다카나야마역(일본어: 飛騨金山駅)은 일본 기후현 게로시에 있는 도카이 여객철도 다카야마 본선의 역이다. 단선 승강장과 섬식 승강장이 합쳐진 복합 형태의 역사이다.

## 타는 곳
| 1     | ■ 다카야마 본선 | 하행 | 게로 · 다카야마 방면 |
| 2 · 3 | ■ 다카야마 본선 | 하행 | 미노오타 · 기후 방면 |

## 역 주변
- 국도 제41호선
- 게로시 가나야마 진흥 사무소
- 주부 전력 오후나토 댐 발전소

## 인접 정차역
| 도카이 여객철도 다카야마 본선 | 도카이 여객철도 다카야마 본선 | 도카이 여객철도 다카야마 본선   |
| ----------------------------- | ----------------------------- | ------------------------------- |
| 시모유이 기후 방면            | ■ 다카야마 본선               | 야케이시 다카야마·이노타니 방면 |